# Campionat d'escacs de l'Azerbaidjan
El Campionat d'escacs de l'Azerbaidjan és la competició d'escacs que serveix per determinar el campió nacional de l'Azerbaidjan d'aquest esport. El campionat, organitzat per la Federació d'Escacs de l'Azerbaidjan, se celebra habitualment a Bakú. El primer campionat es va celebrar el 1934, quan Azerbaidjan formava part de la República Federativa Socialista Soviètica de Transcaucàsia. Els campionats es varen seguir celebrant sense continuïtat durant l'època de la República Socialista Soviètica de l'Azerbaidjan fins al 1945, en què es van establir amb periodicitat anual, i han continuat fins avui a l'Azerbaidjan independent.

## Quadre d'honor
| Any  | Lloc     | Campió masculí      |
| ---- | -------- | ------------------- |
| 1995 | Bakú     | Vugar Gaixímov      |
| 1996 | Bakú     | Vugar Gaixímov      |
| 1997 |          |                     |
| 1998 | Bakú     | Vugar Gaixímov      |
| 1999 | Bakú     | Rufat Bagirov       |
| 2000 |          |                     |
| 2001 | Bakú     | Xakhriar Mamediàrov |
| 2002 | Bakú     | Xakhriar Mamediàrov |
| 2003 | Bakú     | Rauf Məmmədov       |
| 2004 | Bakú     | Rauf Məmmədov       |
| 2005 |          |                     |
| 2006 | Bakú     | Rauf Məmmədov       |
| 2007 | Bakú     | Elmir Guseinov      |
| 2008 | Bakú     | Rauf Məmmədov       |
| 2009 | Bakú     | Rashad Babaev       |
| 2010 | Bakú     | Eltaj Safarli       |
| 2011 | Bakú     | Nidjat Mamedov      |
| 2012 | Bakú     | Ulvi Bajarani       |
| 2013 | Bakú     | Zaur Mammadov       |
| 2014 | Bakú     | Ulvi Bajarani       |
| 2015 | Bakú     | Rauf Məmmədov       |
| 2016 | Bakú     | Eltaj Safarli       |
| 2017 | Bakú     | Nijat Abasov        |
| 2018 | Bakú     | Abdulla Gadimbayli  |
| 2019 | Bakú     | Mahammad Muradli    |
| 2021 | Naxçıvan | Vasif Durarbayli    |
| 2022 | Naxçıvan | Mahammad Muradli    |

| Any  | Lloc     | Campiona femenina   |
| ---- | -------- | ------------------- |
| 2001 | Bakú     | Zeinab Mamedyarova  |
| 2002 | Bakú     | Firuza Velikhanli   |
| 2003 | Bakú     | Turkan Mamedyarova  |
| 2004 | Bakú     | Afag Khudaverdiyeva |
| 2005 |          |                     |
| 2006 | Bakú     | Khayala Isgandarova |
| 2007 | Bakú     | Zeinab Mamedyarova  |
| 2008 | Bakú     | Zeinab Mamedyarova  |
| 2009 | Bakú     | Narmin Kazimova     |
| 2010 | Bakú     | Turkan Mamedyarova  |
| 2011 | Bakú     | Turkan Mamedyarova  |
| 2012 | Bakú     | Turkan Mamedyarova  |
| 2013 | Bakú     | Khayala Abdulla     |
| 2014 | Bakú     | Aytan Amrayeva      |
| 2015 | Bakú     | Zeinab Mamedyarova  |
| 2016 | Bakú     | Narmin Kazimova     |
| 2017 | Bakú     | Gunay Mammadzada    |
| 2018 | Bakú     | Khanim Balajayeva   |
| 2019 | Bakú     | Gunay Mammadzada    |
| 2020 | Bakú     | Khanim Balajayeva   |
| 2021 | Naxçıvan | Gulnar Mammadova    |